# سعیده شفیعی
سعیده شفیعی (متولد ۱۳۶۲) داستان‌نویس و روزنامه‌نگار ایرانی است. این روزنامه‌نگار در حوزه‌های اقتصادی قلم می‌زند و به قلم او رمان دختر پیچ منتشر شده است. او به عنوان برگزیده جشنواره بین‌المللی مطبوعات و خبرگزاری‌ها معرفی شده است. این روزنامه‌نگار پی‌آیند اعتراض‌های سال ۱۴۰۱ بازداشت شده بود.

## زندگی‌نامه
سعیده شفیعی شهریورماه ۱۳۶۲ در تهران به دنیا آمده است. او دانش‌آموخته کارشناسی اقتصاد از دانشگاه علامه طباطبایی و ارشد اقتصاد انرژی از دانشگاه آزاد اسلامی تهران مرکز است.
این روزنامه‌نگار و نویسنده در دوازدهمین دوره انتخابات ریاست جمهوری همراه جمعی دیگر از داستان‌نویس‌ها طی بیانیه‌ایی از حسن روحانی در انتخابات حمایت کرده بود. شفیعی در سال ۱۴۰۰ به صورت حق التحریری با پایگاه خبری انصاف‌نیوز همکاری داشته است.

## بازداشت در سال ۱۴۰۱
سعیده شفیعی دوم بهمن‌ماه ۱۴۰۱ توسط سازمان اطلاعات سپاه در منزل‌اش بازداشت و به بازداشتگاه اوین منتقل شد؛ این روزنامه‌نگار و نویسنده به «اجتماع و تبانی و تبلیغ علیه نظام» متهم شده بود. او روز هیجدهم بهمن‌ماه پس از ۱۸ روز بازداشت موقتاً با قرار وثیقه پانصد میلیون تومانی تا زمان تشکیل دادگاه آزاد شد.

به گزارش روزنامه هم‌میهن مصداق اتهام سعیده شفیعی و نسیم سلطان‌بیگی همکاری با ماهنامه مجازی خط صلح عنوان شده است؛ ماهنامه‌ای که اگرچه در خارج از کشور فعالیت می‌کند اما بسیاری از مقامات رسمی کشور با آن گفت‌وگو داشته‌اند؛ موضوعی که سبب شد این دو روزنامه‌نگار با طیب خاطر با این ماهنامه همکاری کنند اما در دادگاه دلایل دیگری مانند فعالیت‌های‌شان در فضای مجازی پیش‌کشیده شد.

دادگاه بررسی به اتهامات سعیده شفیعی، نسیم سلطان‌بیگی و مهرنوش زارعی در روز دوشنبه ۱۲ تیرماه در شعبه ۲۶ دادگاه انقلاب تهران به ریاست قاضی ایمان افشاری برگزار شد. با رای ایمان افشاری قاضی شعبه ۲۶ دادگاه انقلاب سعیده شفیعی و نسیم سلطان‌بیگی را به‌اتهام «اجتماع و تبانی» به سه سال و هفت ماه حبس و به‌اتهام «فعالیت تبلیغی علیه نظام» به هشت ماه زندان محکوم کرد؛ مجموعاً به چهار سال و نیم مجازات زندان کیفر شدند. این مجازات به تفکیک سه سال و هفت ماه برای اتهام اجتماع و تبانی، هشت ماه برای تبلیغ علیه نظام بود. این دو خبرنگار همچنین به دو سال ممنوع‌الخروجی و ممنوعیت از عضویت در گروه‌ها محکوم شدند.
اعتراض سعیده شفیعی و نسیم سلطان‌بیگی به حکم سنگین دادگاه بدوی در دادگاه تجدیدنظر هم تأیید شد. همچنین درخواست اعاده دادسری به رغم ایرادهای متعدد حقوقی در دیوان عالی کشور هم رد شد و سعیده شفیعی ۲۸ آبان‌ماه برای اجرای مجازاتش به زندان اوین رفت.

### واکنش‌ها به بازداشت
- سخنگوی وزارت امورخارجه آمریکا، از فشار جمهوری اسلامی بر روزنامه‌نگارها انتقاد کرد. متیو میلر در پاسخ به پرسشی در خصوص حکم صادره روز گذشته دادگاه انقلاب علیه سعیده شفیعی و نسیم سلطان بیگی، دو روزنامه‌نگار زن، گفت: «ما از این موارد مطلع هستیم. بدیهی است همان‌طور که احکام صادره علیه روزنامه‌نگاران در ایران را در گذشته دنبال کرده‌ایم، این موارد را هم دنبال می‌کنیم.»[۳۸]
- دیده‌بان حقوق بشر در واکنش به برگزاری این دادگاه اعلام کرد اتهامات این سه روزنامه‌نگار باید لغو شوند.[۳۹][۴۰][۴۱]
- گزارشگران بدون مرز صدور احکام سنگین برای سعیده شفیعی و نسیم سلطان‌بیگی را انتقام‌گیری حکومت از روزنامه‌نگارها توصیف کرد و این اقدام جمهوری اسلامی را محکوم کرد.[۴۲]

### توقف موقت زندان
- حکم زندان این روزنامه‌نگار اقتصادی موقتاً در ۱۲ اسفندماه ۱۴۰۲ متوقف شد.[۴۳]
- به‌گفته پرتو برهان‌پور، وکیل او، آزادی موقت شفیعی طبق نظر پزشکی قانونی و برای پیگیری مسائل درمانی بوده است.[۴۴]

### بازگشت به زندان
- سعیده شفیعی به‌رغم بیماری ۱۶ شهریورماه ۱۴۰۳ برای تحمل ادامه کیفر ۳ سال و ۶ ماه زندان به دلیل گزارشگری فقر و تبعیض به زندان بازگردانده شد.[۴۵][۴۶]
- حسن همایون همسر این رزوزنامه‌نگار از نسبت به سلامتی همسرش ابراز نگرانی کرد و گفته بود مسئولیت سلامت جان همسرم به عهده مقامات قضایی است.[۲]
- این روزنامه‌نگار زندانی و جمعی دیگر از زن‌های محبوس در بند زنان اوین به دلیل اعتراض به تفتیش‌های بدنی تامتعارف و آزاردهنده با محرومیت از تماس و ملاقات مواجه شدند.[۴۷]

## آثار
به قلم این داستان‌نویس رمان «دخترپیچ» سال ۱۳۹۶ در نشر چشمه منتشر شده است. کتاب «ایستگاه گورخوانو» دیگر اثر مشهور اوست. همچنین به قلم او آثار متعددی در قالب، یادداشت، گزارش، مصاحبه در حوزه اقتصاد کلان و اقتصاد انرژی در رسانه‌های متعددی از جمله روزنامه شرق،
دنیای اقتصاد، ایران فردا، انصاف نیوز، ارمغان بیداری، اطلاعات سیاسی–اقتصادی خبرگزاری ایلنا روزنامه توسعه ایرانی و… منتشر شده است.

### بررسی آثار
انتشار رمان دخترپیچ در رسانه‌های بازتاب یافت و همچنین مورد نقد و بررسی‌های متعددی رسانه‌ایی قرار گرفت. برخی از وبگاه‌های نقد و بررسی کتاب از رمان دخترپیچ در شمار ده رمان عاشقانه، محبوب فارسی یاد کردند. همچنین با نویسنده اثر دربارهٔ این رمان دربارهٔ رادیو فرهنگ مصاحبه شده است.
نویسنده در آغاز کتاب مدعی شده است که «در نگارش این داستان از برخی وقایع و خاطرات واقعی وام گرفته شده است، اما بخش عمده آن ساخته و پرداخته تخیل نویسنده است و هرگونه تشابه نام‌ها و رویدادها با موارد واقعی، اتفاقی است.» نویسنده این رمان را به عاشقانی تقدیم کرده که مرز نمی‌شناسند. در بررسی شرق عنوان رمان، «دخترپیچ» به وصف عنوانی نامانوس یاد شده است. در بررسی بابک لهراسبی از این رمان آمده است:
رمان عاشقانه دخترپیچ در بیست فصل روایت شده است و برای سازمان دادن روایت از سه زاویه دید بهره گرفته شده است. دو راوی اول شخص که از شخصیت‌های اصلی داستان محسوب می‌شوند و یک راوی دانای کل توسط نویسنده به خدمت گرفته شده که داستانی جذاب و در عین حال متفاوت با جریان معمول داستان‌های عاشقانه را برای خواننده بازگو کند.
بر اساس یادداشت و بررسی اجمالی محمد آسیابانی در خبرگزاری مهر، رمانِ دخترپیچ عشقی عمیق و پُرحادثه را روایت می‌کند. نامِ رمان از کشت و زرع زعفران آمده است؛ دلالت بر نوعی زعفران دارد. رمان دو بخش دارد؛ یکی روایتِ پسری که ممیز مالیاتی است و ساکن مشهد که پدرش او و مادر و زمین‌های زعفران‌شان را ول کرده و در جایی که هیچ‌کس خبر ندارد گم شده است. بخش دیگر روایت م داستان دختری جوان و شوریده سر که عاشق آن مرد شده است و…
افسانه‌ای قدیمی بینِ زعفران‌کارها است که می‌گوید زعفران نفرین‌کننده و شوم است برای کسی که آن را می‌کارد. همین باور در فضای شهری و مدرنِ رمان قرار است باعث شود تا شاهدِ اتفاق‌هایی پیش‌بینی‌نشده باشیم.

همچنین در بررسی دیگر از این اثر آمده است
رمان از زبانی روایی، مملو از خرده‌روایت و همچنین یک محورِ عاشقانه سود می‌برد، محوری که در بسیاری از رمان‌های امروزی ما کمتر استفاده می‌شود و درحالی‌که از عشق نوشتن و درکِ سکرات و تلفاتش شاید کهن‌ترین داستان عالم باشد که مدام در حالِ تکرار است. دخترپیچ یک رمانِ عاشقانه است.

## افتخارات
سعیده شفیعی در بخش مقالات، چهارمین جشنواره مطبوعات و خبرگزاری‌ها به عنوان برگزیده معرفی شد.